# Franciszek Antoni Zapolski
Franciszek Antoni Zapolski herbu Pobóg – kasztelan sieradzki w latach 1703–1707, kasztelan wieluński w latach 1697–1703, stolnik brzeskokujawski w latach 1686–1697.
Poseł sejmiku sieradzkiego na sejm nadzwyczajny 1688/1689 roku, sejm nadzwyczajny 1693 roku.
Deputat województwa sieradzkiego do rady stanu rycerskiego rokoszu łowickiego w 1697 roku.